# Mahmoud Benhalib
Mahmoud Benhalib, né le 23 mars 1996 à Casablanca, est un footballeur marocain évoluant au poste d'attaquant au AS FAR .

## Biographie

### Jeunesse et formation
Mahmoud Benhalib est né le 23 mars 1996 dans une famille modeste à Casablanca, et a passé à travers toutes les catégories d'âge du Raja CA, avant d'intégrer l'équipe espoir en 2013 où il va se démarquer comme l'un des meilleurs espoirs de sa génération avec Omar Arjoune, Omar Boutayeb ou encore Walid Sabbar.

### Débuts et révélation au Raja CA (2015-2018)
En 2015-2016, remarquant son grand talent, Rachid Taoussi le convoque en équipe première, Mahmoud doit s'imposer dans une formation aux joueurs offensifs très talentueux[non neutre] (Abdelilah Hafidi, Yassine Salhi, Abdelkabir El Ouadi, Christian Osaguona...).
Le 31 octobre 2015, contre le Maghreb de Fès, Mahmoud entre en deuxième mi-temps et signe son premier but avec le Raja après un une-deux joué avec Mohamed Bouldini et un joli tir[non neutre] à ras de terre du pied gauche, match gagné 3-0. Il prend de plus en plus de temps de jeu cette saison et disputera un total de 17 matchs et marquera 4 buts.
Le novembre 2017 au Stade Moulay-Abdallah, Le Raja bat le Difaa d'El jadida en finale de la Coupe du trône aux tirs au but (score final; 1-1). Benhalib remporte ainsi  son premier titre avec son équipe bien qu'il n'ait fait son entrée en jeu qu'en deuxième mi-temps.

### Buteur africain et blessure (2018-)
Le 25 novembre 2018, il brille en finale aller de la coupe de la confédération face au AS Vita Club, puisqu'il délivre 2 passes décisives à Soufiane Rahimi qui inscrit un doublé, et marque le troisième but sur penalty (3-0), et délivre au match retour à Kinshasa une passe à Hafidi qui marque le but du titre (1-3). Mahmoud décroche ainsi son deuxième titre avec le Raja, et remporte en plus le prix du meilleur buteur de cette édition avec un record de 12 buts.
Il ne tarde pas à ajouter un troisième à son actif le 29 Mars 2019, cette fois au Stade Jassim-bin-Hamad à Doha au compte de la supercoupe d'Afrique, où le Raja bat l’Espérance sportive de Tunis sur le score de 2-1.
Le 7 janvier, le club met fin aux rumeurs et annonce le renouvellement du contrat de Mahmoud Benhalib jusqu'en 2022. Le joueur touchera 7 millions de dirhams répartis sur 3 ans.
Le 15 janvier 2020, au titre de la 11e journée du championnat face au Ittihad Raidhi de Tanger, il est titularisé pour la première fois depuis le renouvellement de son contrat. Il inscrit un doublé grâce à deux passes décisives de Abdelilah Hafidi (victoire 4-1),.
Le 19 janvier, le Raja se déplace à Berkane pour faire face à la Renaissance de Berkane en championnat. Après 8 minutes de jeu, Benhalib sort sur blessure après un violent tacle de Larbi Naji. Le club annonce la fin de saison du joueur puisque les analyses révèlent une rupture du ligament croisé antérieur du genou droit, une blessure qui nécessite une intervention chirurgicale qu'il subira un mois après à la clinique sportive d’Aspetar au Qatar,.
Le 6 juillet, il fait retour au Maroc pour continuer son programme de 6 semaines de réhabilitation sous la supervision du staff médical de l'équipe. Mi-septembre, il reprend les entraînements avec l’équipe dans l'optique de jouer quelques matchs avant la fin de la Botola.
Le 24 septembre, le Raja joue le derby face au Wydad AC au titre de la mise à jour de la 25e journée. Il foule les pelouses pour la première fois depuis plus de 8 mois en entrant en seconde mi-temps. Son entrée en jeu combinée à celle de Abdelilah Hafidi permet au Raja de dominer son adversaire pendant la dernière demi-heure, sans pour autant changer le score (0-0).
Le 11 octobre, les Verts, alors leaders du championnat, reçoivent les FAR de Rabat lors de l'ultime journée, et seule la victoire peut leur assurer le titre. Les militaires prennent l'avantage avant la fin du premier carton, avant que Hafidi ne renverse la vapeur en inscrivant un doublé dont un but à la 90e minute, pour sacrer le Raja comme champion du Maroc. C'est le premier titre de championnat de la carrière de Benhalib.
Le 10 juillet 2021, le Raja CA s'impose en finale de la Coupe de la confédération face aux algériens de la JS Kabylie et d'adjuge son troisième titre de la compétition (victoire, 2-1).

### Retour au Maroc avec Chabab Mohammédia (2022-)
Mahmoud Benhalib fait son retour en Botola en s'engageant le 9 septembre 2022 au Chabab Mohammédia.

## Palmarès
Raja Club Athletic (6)
- Championnat du Maroc
  - Champion en 2019-20.
  - Vice-champion en 2018-19, 2020-21 et 2021-22.
- Coupe du Trône
  - Vainqueur en 2017.
- Coupe de la confédération
  - Vainqueur en 2018 et 2021.
- Supercoupe d'Afrique
  - Vainqueur en 2019.
  - Finaliste en 2021.
- Coupe arabe des clubs champions
  - Vainqueur en 2020.

## Distinction personnelles
- Trophée Mars d'Or : Meilleur jeune footballeur marocain 2017.
- Meilleur buteur de la Coupe de la confédération 2018 (12 buts)[18].
- Co-meilleur buteur de l'histoire  la Coupe de la confédération avec 15 buts.